# Sidibe Korian Sidibe
 (août 2018).
Sidibé Korian Sidibé est une femme malienne députée à l'Assemblée nationale et membre du Parlement panafricain. Les autres membres maliens du parlement panafricain sont Ibrahim Boubacar Keïta, Mountaga Tall et Ascofare Oulematou Tamboura.